# 大石良信
大石 良信（おおいし よしのぶ、? - 慶長4年1月20日（1599年2月15日））は、戦国時代から安土桃山時代にかけての武将。通称は久右衛門、新七郎、又源五左衛門。大石朝良の次男。兄に大石良定がいる。妻は進藤長治の娘。子に大石良照、大石良勝、大石信云。
関白豊臣秀次の側近として近侍したが、秀次が切腹したために浪人する。その後仕官したかどうかは分かっていない。慶長4年（1599年）1月20日に死去。滋賀県大津市大石に屋敷跡が残っている。
二男良勝と三男信云が浅野氏に仕えた。良勝の家系から「赤穂浪士の大石内蔵助」で有名な大石良雄が出た。